# 兴泉省

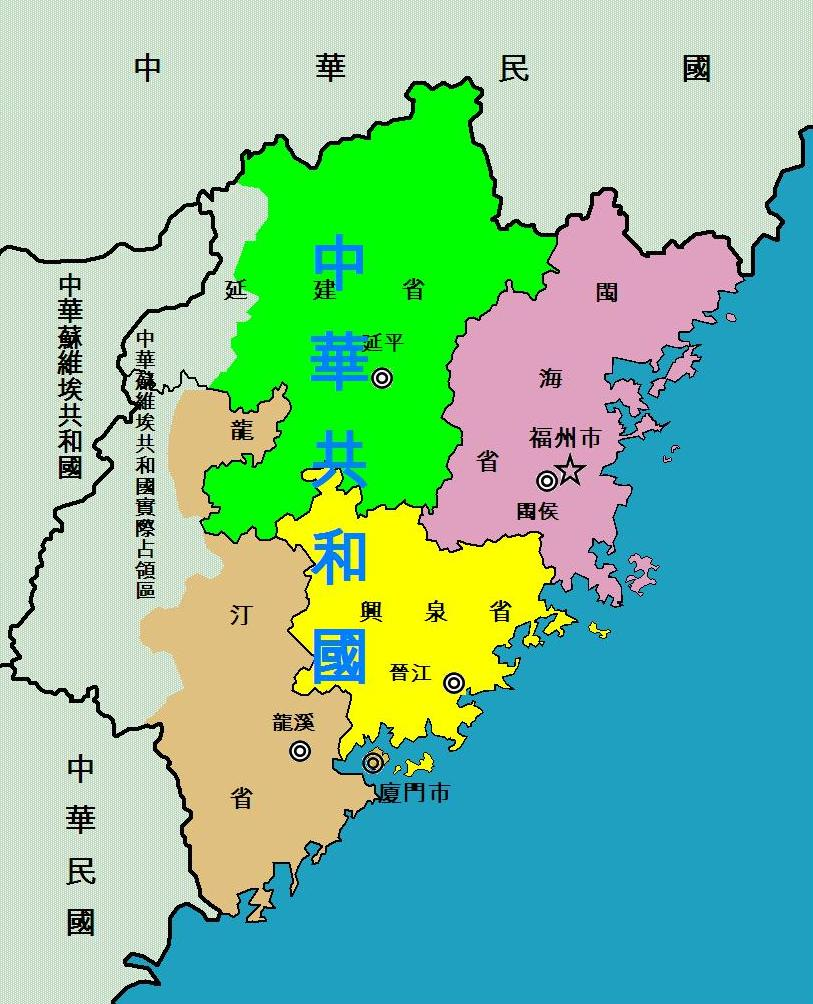
中华共和国地图，黄色为兴泉省

兴泉省是1933年至1934年闽变时期中华共和国的四个省份之一，其辖境在今天的中华人民共和国福建省东南部，省会晋江（今泉州），管辖12县，分别为莆田、仙游、晋江、南安、安溪、惠安、同安、金门、永春、德化、大田、思明，大致相当于今日的莆田、泉州、廈門和金門地区。兴泉省在1933年11月成立时称作泉海省；1933年12月13日，正式定名为兴泉省，即兴化与泉州。兴泉省的省长为戴戟、副省长陈公培。1934年1月，随着中华共和国被南京国民政府消灭，兴泉省被取消建置。